# Свищёвка (Пензенская область)
Свищёвка (Новотроицкое) — село в Белинском районе Пензенской области России, входит в состав Балкашинского сельсовета.

## География
Село расположено в 25 км к юго-востоку от города Белинского вдоль левого берега реки Чембар.

## История
Основано 5 октября 1718 года Григорием Дмитриевичем Свищевым на земле, купленной у Осипа Ивановича Малахова и Андрея Иванова. Первопоселенцы — 8 дворов крестьян. В 1718 в деревне насчитывалось 7 дворов крестьян и 1 двор помещичий. С 1780 года в составе Чембарского уезда Пензенской губернии. В 1785 году помещиками показаны Алексей Иванович Асанов (7 ревизских душ), Григорий Никитич Антонов (24 рев. души), Иван Федорович Беклемишев (6 рев. душ), Никифор Павлович Вышеславцев (21 рев. душа), князь Петр Петрович Волконский (216 рев. душ), Михаил Иванович, Иван Иванович и Никанор Алексеевич Масаловы (133 рев. души), князь Иван Петрович Мещерский (36 рев. душ), Иван Федорович Матвеев (40 рев. душ) и Степан Федорович Потулов (16 ревизских душ). В 1816 показан помещик Я. А. Подладчиков (248 рев. душ).
С 1860-х годов — центр Свищевской волости Чембарского уезда. В XVIII — середине XIX веков имелось 2 поташных завода, салотопня для варки мыла. В 1794 построена деревянная церковь во имя св. Живоначальной Троицы (реконструирована в 1859). В XIX веке — большое торговое село (в 1877 — 13 лавок, еженедельные базары, земская школа); призывной пункт для нескольких волостей. В 1873 открыта земская больница. В 1896 году — 220 дворов, при селе усадьбы: Андреева — 2 двора, 7 жит.; Созонова — 2 двора, 17 жит.; Артамасова — 1 двор, 8 жит.; Бегильдеевых — 3 двора, 39 жит.; хутор Артамасова — 4 жит. (ГАПО, ф.294, оп.1, е.хр.6). В окрестностях села — десятки хуторов местных помещиков и богатых крестьян, вероятно, занимавшихся в основном овцеводством. В 1912 г. в селе — 10 крестьянских обществ, 276 дворов. В начале 20 века действовала потребкооперация.
В ноябре 1931 года в селе была организована одна из первых в области Рыковская машинно-тракторная станция (МТС), у неё 14 тракторов.
В 1935-59 годах — районный центр Свищевского района Куйбышевской, Тамбовской, Пензенской областей. В 1955 в 4 км от села показан поселок Полевой стан, основанный как производственная структура местного колхоза имени Шверника. В 1980-е — центральная усадьба колхоза «Путь Ленина».
В селе в конце 1990-х гг. — СПК «Истоки»; парк культуры и отдыха, 3 магазина, столовая, средняя школа, участковая больница, библиотека, дом культуры. Сохранился дворянский парк П. К. Шугаева в урочище Шугай (Шугаев лес), усадебный парк, памятник садово-паркового искусства. Площадь 18,9 га. Основан в 1890-х гг. П. К. Шугаевым в его имении. Расположен на водоразделе рек Атмиса и Большого Чембара в 7 км к северу от с. Свищевка. В парке были высажены местные и экзотические растения. В северо-западной части расположена березовая роща с участием осины и клёна остролистого, в южной — дубовая роща в смеси с вязом, кленом и осиной. Рощи соединяются аллеей из ясеня обыкновенного. Вдоль западной границы куртины сосны, дуба, вяза, клёна и лиственницы сибирской, а также экзоты: сосна Веймутова и сосна чёрная. От партерных посадок сохранились кусты сирени, жимолости, боярышника. (Антонов И. С., Зефиров Л. Г., Саволей Ю. П. Шугаев лес // «Политическая агитация» 1984, № 8).
22 декабря 2010 года Свищевский сельсовет упразднен, с передачей его территории в состав Балкашинского сельсовета.

## Население
| 1785  | 1864  | 1877  | 1897  | 1911  | 1926  | 1930  |
| ----- | ----- | ----- | ----- | ----- | ----- | ----- |
| 1000  | ↘827  | ↗1179 | ↗1524 | ↗1587 | ↗1712 | ↗1822 |
| 1939  | 1959  | 1970  | 1979  | 1989  | 1998  | 2002  |
| ↘1816 | ↘1574 | ↘976  | ↘841  | ↗853  | ↘784  | ↘646  |
| 2010  |       |       |       |       |       |       |
| ↘613  |       |       |       |       |       |       |

Динамика численности населения села:
| Год             | 1862 | 1897  | 1926  | 1939  | 1959  | 1970 | 1979 | 1989 | 2004 |
| --------------- | ---- | ----- | ----- | ----- | ----- | ---- | ---- | ---- | ---- |
| Население, чел. | 827  | 1 524 | 1 712 | 1 816 | 1 574 | 976  | 841  | 853  | 699  |